# Amar Ait Chikh
Amar Ait Chikh, dit Σmer At Ccix en kabyle, est un militant de la cause nationale. Il a participé activement à la guerre d'Algérie durant laquelle il occupa le poste de responsable de la zone de Michelet au sein de la zone II wilaya III jusqu'à sa mort dans une bataille face aux militaires français. Le plus ancien collège d'Aïn El Hammam porte son nom.